# Honda CB750
A Honda CB750 a japán motorkerékpár-gyártó egyik legsikeresebb modellje, ami alapjaiban változtatta meg a nagy teljesítményű motorok piacát, megalapítva a superbike kategóriát. A Discovery Channel harmadiknak választotta a "Minden idők tíz legjobb motorkerékpárja" közül. Az első konstrukciót 1969-től 1978-ig gyártották, majd 1978-tól a dupla vezérműtengelyest 2003-ig. 2007-ben jelent meg az első jubileumi széria, ami emléket állított a motorgyártás mérföldkövének, a keresztben elrendezett, soros, négyhengeres, felső szelepvezérlésű erőforrással, és hidraulikus tárcsafékkel  épített konstrukciónak. Japánban 2011-ben, Európában 2013-ban jelent meg egy "retro" modell a K10 típusjelű CB1100, ami szintén a CB750 legendájára épült.

## Előzmények

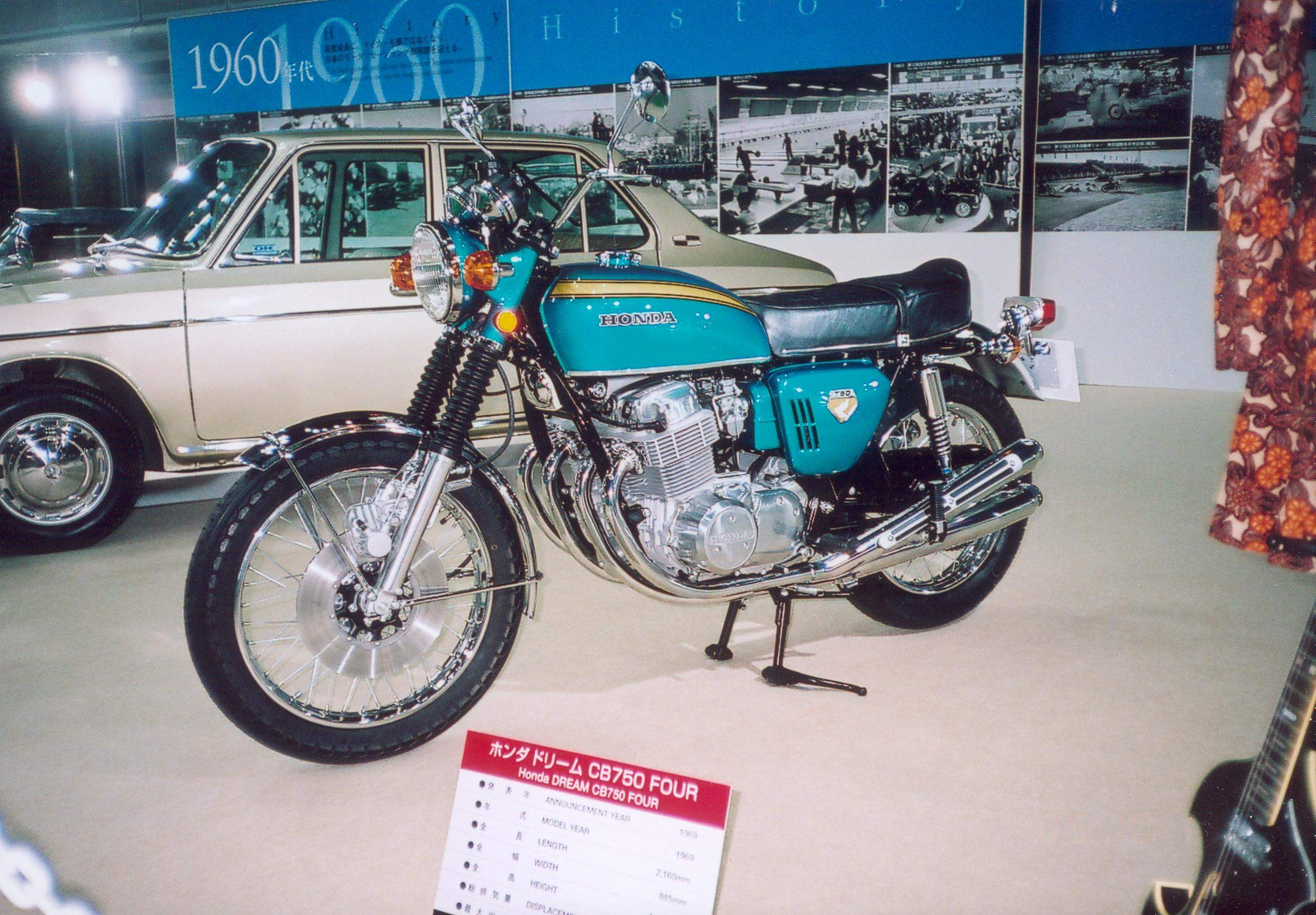

Miután 1966-ban a Honda mind az öt kategóriában, az 50-es, a nyolcad-, a negyed-, és a félliteres, illetve a 350 ccm-ben is világbajnok lett a konstruktőrök között, elhatározták, hogy egy olyan nagy teljesítményű motorkerékpár építésébe fognak, amely műszaki tartalomban, biztonságban és kényelemben is meghaladja a kor piaci kínálatát. Ehhez nagyban hozzájárult, hogy az amerikai kereskedők folyamatosan jelezték Soichiro Honda felé igényüket egy nagy hengerűrtartalmú motorra, amit az alapító hosszas egyeztetés után elfogadott.
A munka 1968-ban kezdődött, de már 1967-ben Yoshirou Harada vezetésével felállt egy 20 fős csapat, ahol motorfejlesztéssel Masaru Shirakura-t a tervezéssel Hitoshi Ikedát bízták meg.

## Színkódok
A Honda 1982 előtt gyártott járművei, így a CB 750 motorkerékpárok K sorozata sem rendelkezik színkódokkal.

## Gyártási darabszámok
A CB750 szériából a 9 éves gyártási periódus alatt 554,700* darab készült. (*tartalmazza az A és az F modell gyártását is)
| Modell    | Évjárat | Darabszám | Szín                                                                                          | Piac        |
| --------- | ------- | --------- | --------------------------------------------------------------------------------------------- | ----------- |
| K0        | 1969-70 | 53,400    | Candy Gold, Candy Ruby Red, Candy Blue/Green                                                  | Globális    |
| K1        | 1971    | 77,000    | Candy Gold, Candy Ruby Red, Candy Blue/Green, Candy Garnett Brown, Valley Green Metallic      | Globális    |
| K2        | 1972    | 63,500    | Candy Gold, Flake Sunrise Metallic, Planet Blue Metallic ( csak Európa), Brier Brown Metallic | Globális    |
| K3        | 1973    | 38,000    | Candy Bucchus Olive, Maxim Brown Metallic, Flake Sunrise Metallic,                            | csak USA    |
| K4        | 1974    | 60,000    | Boss Maroon Metallic, Freedom Green Metallic,                                                 | USA, Japán  |
| K5        | 1975    | 35,000    | Flake Apricot Red, Planet Blue Metallic,                                                      | csak USA    |
| K6        | 1976    | 42,000    | Candy Antares Red                                                                             | Globális    |
| K7        | 1977    | 38,000    | Excel Black, Candy Alpha Red                                                                  | Globális    |
| K8        | 1978    | 39,000    | Excel Black, Candy Alpha Red                                                                  | USA, Canada |
| Összesen: |         | 445,900   |                                                                                               |             |

## Sandcast

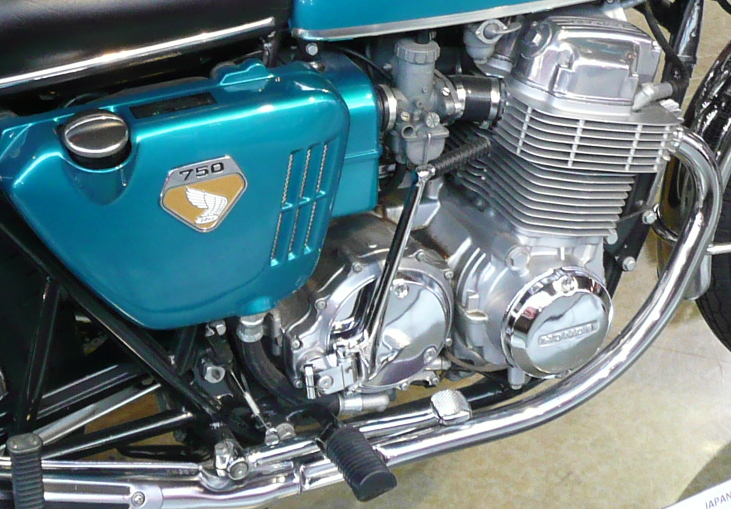

A "sandcast" címszót gyakran emlegetik a CB 750-nel kapcsolatban, ami valójában homokformázást jelent, és a K0 szériára utal. Kezdetben a japánok nem tudták megbecsülni a várható értékesítési darabszámokat, ezért nem fektettek be a nyomásos öntési technológiába, hanem a sokkal kedvezőbb költségű gravitációs kokillaöntéssel (és nem a homokformázásos öntéssel) kezdték meg a gyártást. Az 1969-ben gyártott 7400 db "Sandcast" modellek a gyűjtők által legkeresettebb példányok.  A #1101 számú prototípusért – ami az egyedüli fennmaradt példány abból a négyből, amivel 1969 bemutatták a típust Amerikában a Las Vegas Dealer Shown – 2014 február 10-én egy licitáló $149 000 fizetett az ebay-en (#331120055291).
A Sandcast modellek többek között az alábbi részletekben térnek el a sorozatban gyártott modellektől:
- Öntött tankfelirat, a jellegzetes apró Honda pontok nélkül,
- Öntött tanksapka,
- A generátor oldalon az egyedi öntött fedő (dekli) formája két lépcsőben szűkül,
- A váltótakaró öntvénydekli ék alakú, és a generátor alá illeszkedik,
- A váltótakaró és a szelepfedél megjelenése szokatlanul nyers öntvény,
- A főtengely egy darabból lett megmunkálva,
- A krómozott sárvédőkön látszódnak a gyártási jelölések, hova kell fúrni a lyukakat,
- Kézzel formázott és hegesztett kipufogó edények,
- Egyedi 26mm-es Keihin karburátor öntvények,
- Kézzel gyártott, illetve tömbből kimunkált fehér, műanyag alkatrészek (a szériában mind fekete),
- Hosszabb hátsó sárvédők, amelyekbe az irányjelzőtartó szárakat is beágyazták,
- A hátsó kerékagy 43-as küllőzésű (a széria 45),
- Nincs vészleállító kapcsoló a jobb oldali kormányszarvon,
- Nincs szerszámtartó tálca az ülés alatt.

## Piaci Kínálat 1968
1968-ban a lenti listában olvasható motorok reprezentálták a piacot. A képeken megfigyelhető, hogy a CB750 formai megjelenésével, és a műszaki színvonalával messze meghaladta a korát.
- Royal Enfield Interceptor
- BMW R60

- BSA Rocket 3 / Triumph_Trident BSA Light
- Norton CommandoNorton Commando